# 恋子情结
恋子情结（英語：Jocasta complex，也译作伊俄卡斯忒情结），是指母亲对儿子产生乱伦的性欲。Raymond de Saussure在1920年通过类比精神分析学中的逻辑逆命题恋母情结，引入了这一术语。它可能被用来掩盖不同程度的依恋，包括霸道专横但无性的母爱，在父爱缺席的单亲家庭尤其普遍。

## 定义

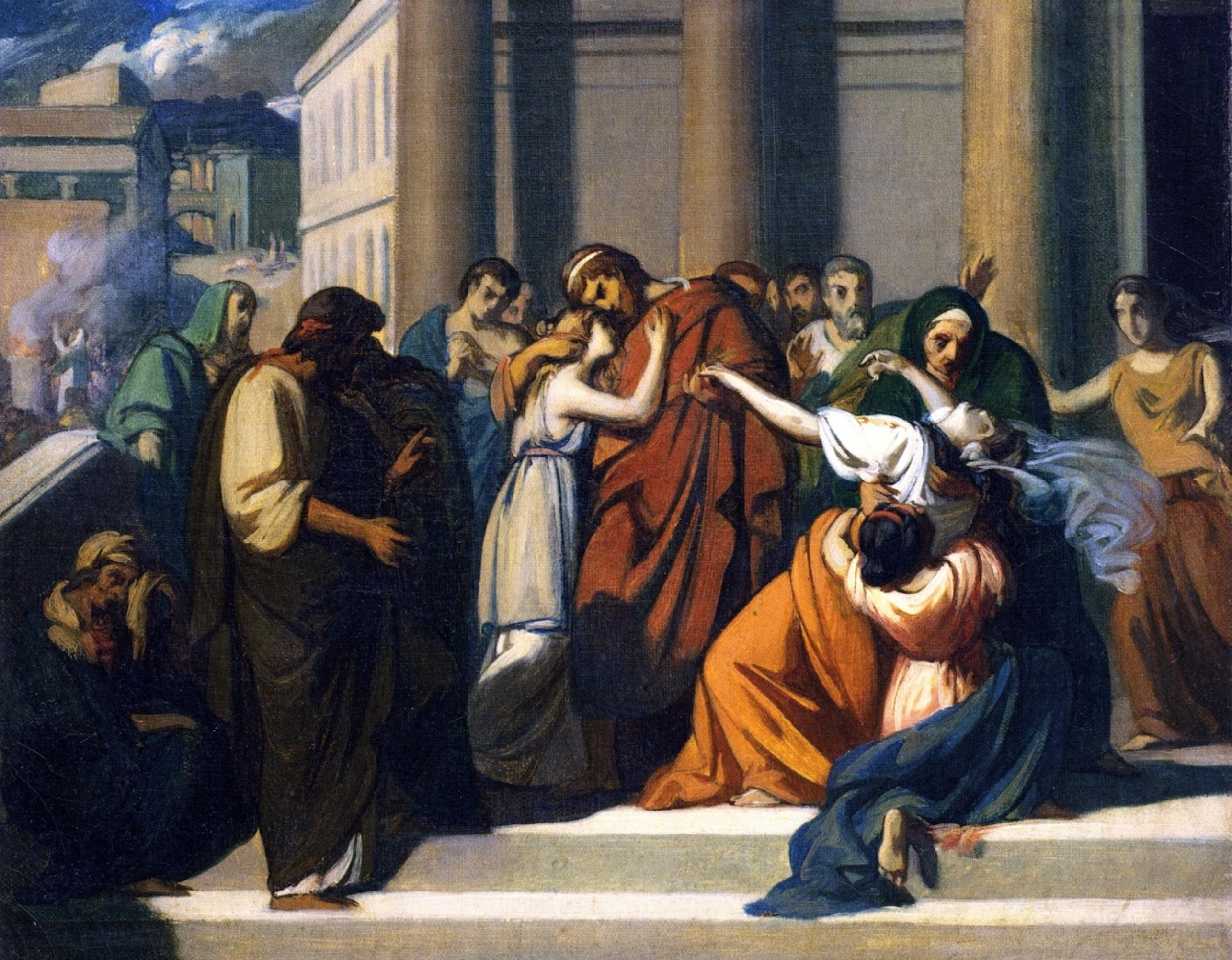
伊俄卡斯忒与儿子俄狄浦斯的分离- 亚历山大·卡巴内尔

伊俄卡斯忒情结是以希腊神话人物伊俄卡斯忒的名字命名的。神话中，伊俄卡斯忒无意中嫁给了自己的儿子俄狄浦斯，两个人结婚时并不知道对方与自己是母子关系。在现代语境中，恋子情结是指母亲清楚对方是自己的儿子的前提下产生的情结。